# Арсенал (компания, Болгария)
Арсенал (болг. Арсенал) — болгарская частная компания (акционерное общество), крупный производитель и экспортёр огнестрельного оружия и боеприпасов. Расположена в городе Казанлык. Является старейшим производителем оружия в Болгарии.

## История
Историю компании можно проследить до 1878 года, когда в городе Русе на предприятии «Русенски артилерийски арсенал» началось производство оружия. В 1891 году по стратегическим соображениям предприятие было переведено в Софию и получило новое название — «Софийски артилерийски арсенал».
В 1924 году компания и всё её оборудование были перемещены в город Казанлык, расположенный в центральной Болгарии. Предприятию было присвоено имя Държавна военна фабрика.
Первоначально производились только детали артиллерийских орудий и боеприпасы, однако в 1920 году позже завод начал производить противогазы, в 1930 году — нитроглицерин.
В конце 1935 года на предприятии был установлен купленный в Германии пресс, после чего завод начал производство стальных касок образца 1936 года, с 1940 года завод начал производить станки.
30 декабря 1948 года завод получил новое наименование — «завод № 10».
В 1956—1958 гг. было освоено производство советского безоткатного орудия Б-10; в 1958 году был произведён первый автомат (копия советского АК).
10 августа 1964 года фабрика получила новое наименование — Машиностроителен комбинат Фридрих Энгельс.
В 1960-е годы под юрисдикцией компании находились в общей сложности семь заводов. Одновременно с выпуском продукции военного назначения на предприятии производилась различная гражданской продукции, включая фрезерные станки (ФУ-250 и ФУ-320).
После завершения реконструкции, в 1966 году был освоен выпуск автомобилей «Bulgarrenault-8».
После разработки в СССР комплекса средств борьбы с градом (включавшего метеорологические радиолокационные станции МРЛ-5, противоградовые ракеты ПГИ, «Облако» и «Алазань») им заинтересовались в других странах, в том числе в Болгарии. В дальнейшем, здесь был освоен выпуск противоградовых ракет «Лазур».
В 1971—1972 годы было освоено производство пистолетных патронов 9×18 мм ПМ.
В 1971—1973 годы было освоено производство пулемёта ПК.
18 октября 1974 года в связи с 50-летним юбилеем был открыт музей истории предприятия.
В 1976—1978 годы было освоено производство танкового пулемёта ПКТ.
В 1983 году было освоено производство 23-мм зенитной установки ЗУ-23-2, в 1984-1986 гг. - 5,45-мм автоматов Калашникова, В 1985—1987 годы было освоено производство патронов 5,45х39 мм, в 1986-1987 гг. - производство 122-мм гаубиц.
В 1987 году при содействии советских специалистов из киевского института сверхтвёрдых материалов на комбинате создали и ввели в эксплуатацию завод искусственных алмазов.
В конце 1989 года предприятие начало сотрудничество с компаниями из Японии и Швеции.
12 июня 1989 года машиностроительный комбинат был перерегистрирован как государственная компания «Арсенал», а 20 декабря 1991 года было преобразовано в закрытое акционерное общество «Арсенал». В 1990 году начался выпуск модернизированного варианта пистолета Макарова.
В 1996 году "Арсенал" начал сотрудничество с немецкой компанией "Вальтер АГ - Тюбинген".
В 1998 году завод освоил производство снайперской винтовки Драгунова. В 1999 году началось освоение производства новых образцов вооружения, в том числе соответствующего стандартам НАТО. Среди них светозвуковые и дымовые ручные гранаты, выстрелы 40 × 46 мм к подствольным гранатомётам НАТО, пистолет-пулемёт "Шипка", 5,56-мм автоматы, револьверные гранатомёты, 60-мм и 81-мм миномёты и миномётные мины к ним, а также 82-мм осветительные миномётные мины и новые 23-мм снаряды и 30-мм снаряды.
В марте 2016 года правительство Болгарии включило завод в перечень 11 стратегических предприятий военно-промышленного комплекса страны.
В настоящее время Арсенал является частной компанией, ведёт международную торговлю оружием. Также расширяется экспорт гражданской продукции: высокоточных металлообрабатывающих станков, мобильных роботов-манипуляторов и искусственных алмазов.

## Военное производство
Компания производит широкую номенклатуру стрелкового вооружения:

### Пистолеты
- Arsenal P-M02 (9x19 мм)

### Пистолет-пулемёты
- Arsenal Shipka (9х18 мм Макаров / 9×19 мм Парабеллум)

### Автоматы
- автоматы Калашникова производства Болгарии

### Пулемёты
- LMG / LMG-F — копия РПК под патроны 7,62×39 мм, 5, 45×39 мм и 5,56×45 мм НАТО.
- MG-1 и MG-1M — модификации пулемёта ПК с пластмассовой фурнитурой;
- MG-U — копия НСВ[9].

### Гранатомёты
- «Лавина» — 40-мм полуавтоматический гранатомёт револьверного типа;
- Арсенал MSGL — многозарядный гранатомёт, имеет конструктивное сходство с Milkor MGL
- UBGL — подствольный гранатомёт с возможностью установки на автоматы Калашникова, американские автоматические винтовки M-16 и карабины M4
- AGL-30М — более тяжелая, но более долговечная копия АГС-17
- ATGL-L — облегчённая версия РПГ-7 с прицелом «Red Dot», для которой разработаны новые типы выстрелов;
- ATGL-H — копия СПГ-9, с увеличенной массой, но более высокой начальной скоростью снаряда

### Артиллерия и зенитные орудия
- M6-210 — 60-мм миномёт
- M8 — 81-мм миномёт
- M82 — 82-мм миномёт
- ADS — модификация ЗУ-23-2 с усовершенствованным прицелом и компьютеризированной системой управления огнём

### Другие виды оружия и продукции военного назначения
- различные боеприпасы (в том числе, артиллерийские снаряды, артиллерийские мины, реактивные снаряды С-5 и патроны к стрелковому оружию)
- ручные гранаты HE-FRAG
- светошумовые гранаты
- нитроцеллюлоза для производства взрывчатки и бездымного пороха

### Гражданское оружие
- охотничьи винтовки серии BARR — магазинные винтовки на основе схемы автоматов Калашникова;
- охотничьи полуавтоматические винтовки серии SAR
- охотничьи пороха «Сокол», «Марс», «Магия»

## Другая продукция
- оборудование CNC
- Универсальные буровые и фрезерные станки
- Универсальные фрезерные станки
- Универсальные сверлильные станки
- Роботы-манипуляторы
- Искусственные алмазы
- Горизонтальные фрезерные станки
- Горизонтально-сверлильные станки
- Вертикальные фрезерные станки
- Вертикально-сверлильные станки
- Фрезерные головки
- Цементированные вставки карбида
- Твердосплавные специальные инструменты
- Нитроцеллюлоза для производства лака